# بيرتن سميث
بيرتن سميث (بالإنجليزية: Bert Smith)‏ (4 يناير 1890 جمهورية أيرلندا - ) هو لاعب كرة قدم أيرلندي.

## روابط خارجية
- بيرتن سميث على موقع ناشيونال فوتبول تيمز (الإنجليزية)